# Kushtia (Distrikt)

Lage von Kushtia in Bangladesch

Kushtia (bengalisch কুষ্টিয়া) ist ein Verwaltungsdistrikt im westlichen Bangladesch, der innerhalb der Division Khulna, der übergeordneten Verwaltungseinheit, liegt. Hauptstadt des Distrikts ist die gleichnamige Stadt Kushtia. Die Gesamtfläche des Distrikts beträgt 1609 km². Der Distrikt setzt sich aus den 6 Upazilas Bheramara, Daulatpur, Khoksa, Kumarkhali, Kushtia Sadar und Mirpur zusammen. 
Der Distrikt Kushtia wird im Norden von Rajshahi, Natore, Pabna, im Süden von Chuadanga, Jhinaidah, im Osten von Rajbari und im Westen von Westbengalen (Indien) und Meherpur begrenzt. Der Padma fließt durch den Distrikt. Der Distrikt hat 1,9 Millionen Einwohner (Volkszählung 2011). Die Alphabetisierungsrate liegt bei 46,3 % der Bevölkerung. 97 % der Bevölkerung sind Muslime und 2,9 % sind Hindus.
Das Klima ist tropisch und das ganze Jahr über warm. Die jährliche Durchschnittstemperatur dieses Bezirks variiert von maximal 37,8 Grad Celsius bis minimal 9,2 Grad. Die jährliche Niederschlagsmenge beträgt 1467 mm (2011) und die Luftfeuchtigkeit ist hoch.
Die Wirtschaft des Distrikts ist vorwiegend von der Landwirtschaft geprägt. Laut der Volkszählung von 2011 arbeiten 57,3 % der Arbeitskräfte in der Landwirtschaft, 32,6 % im Dienstleistungssektor (meist in informellen Verhältnissen) und 10,1 % in der Industrie.
Der bengalische Schriftsteller, Dichter und Nobelpreisträger Rabindranath Tagore lebte einst im heutigen Distriktgebiet in Shilaidaha.

## Galerie

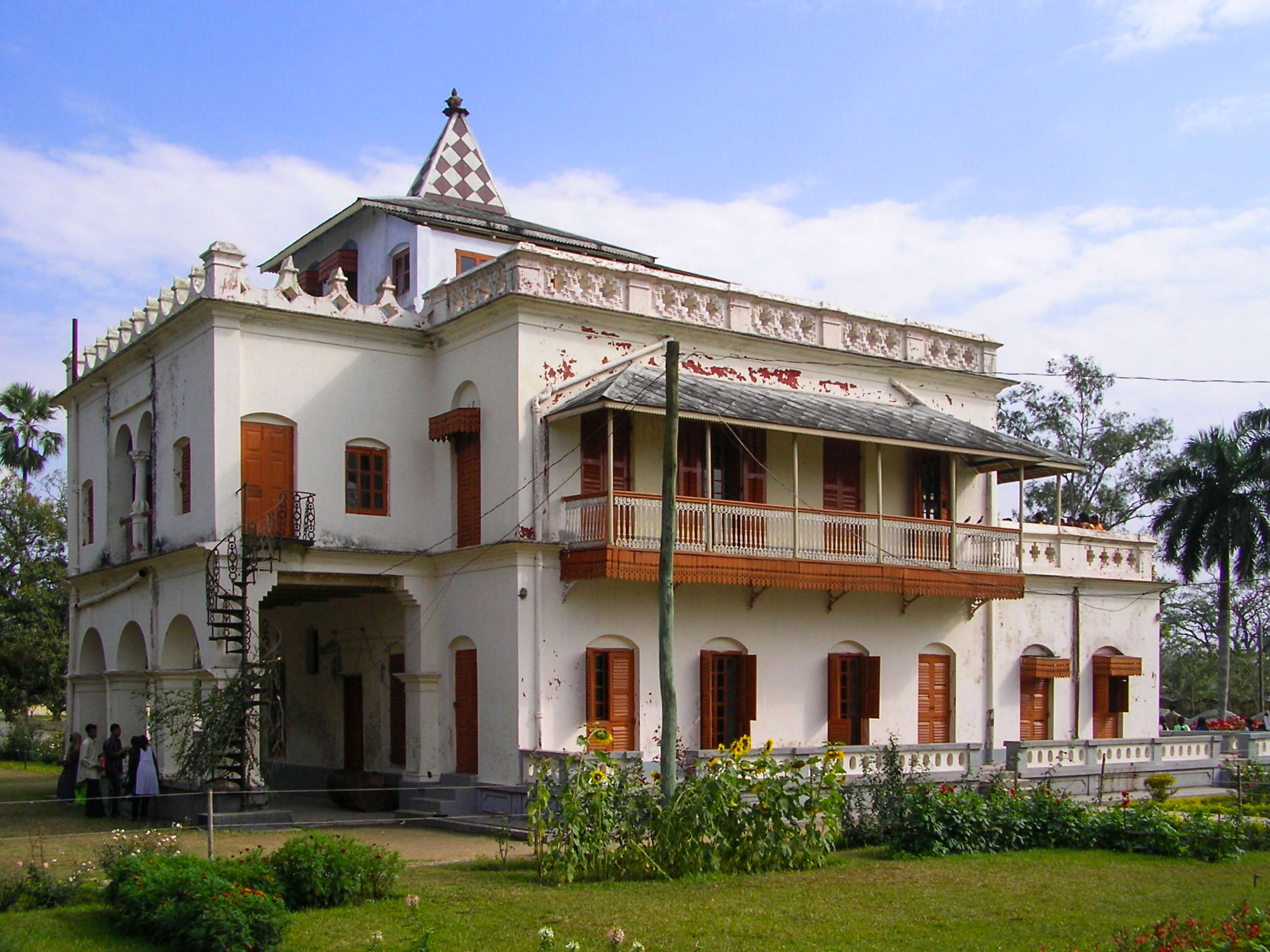
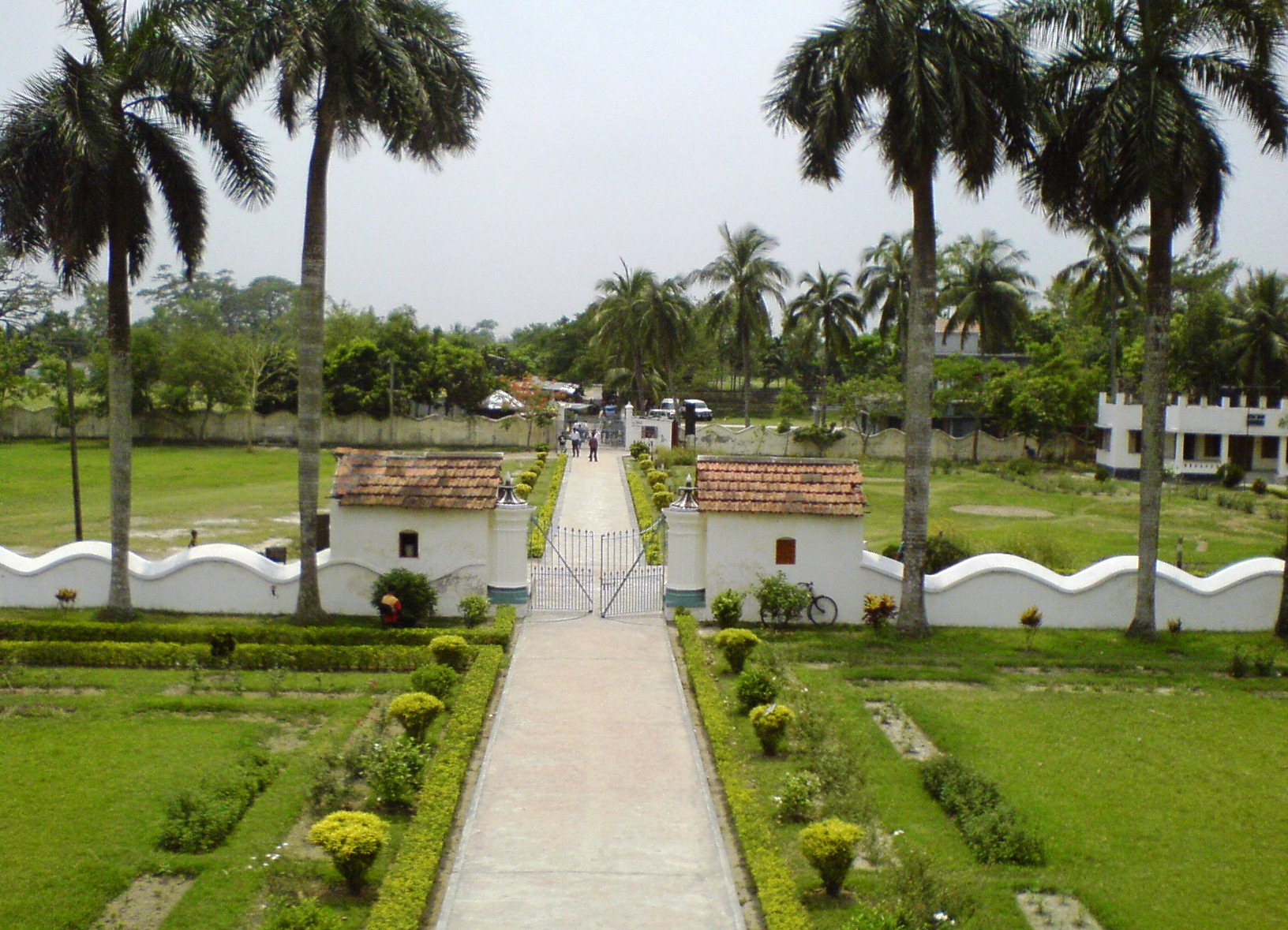
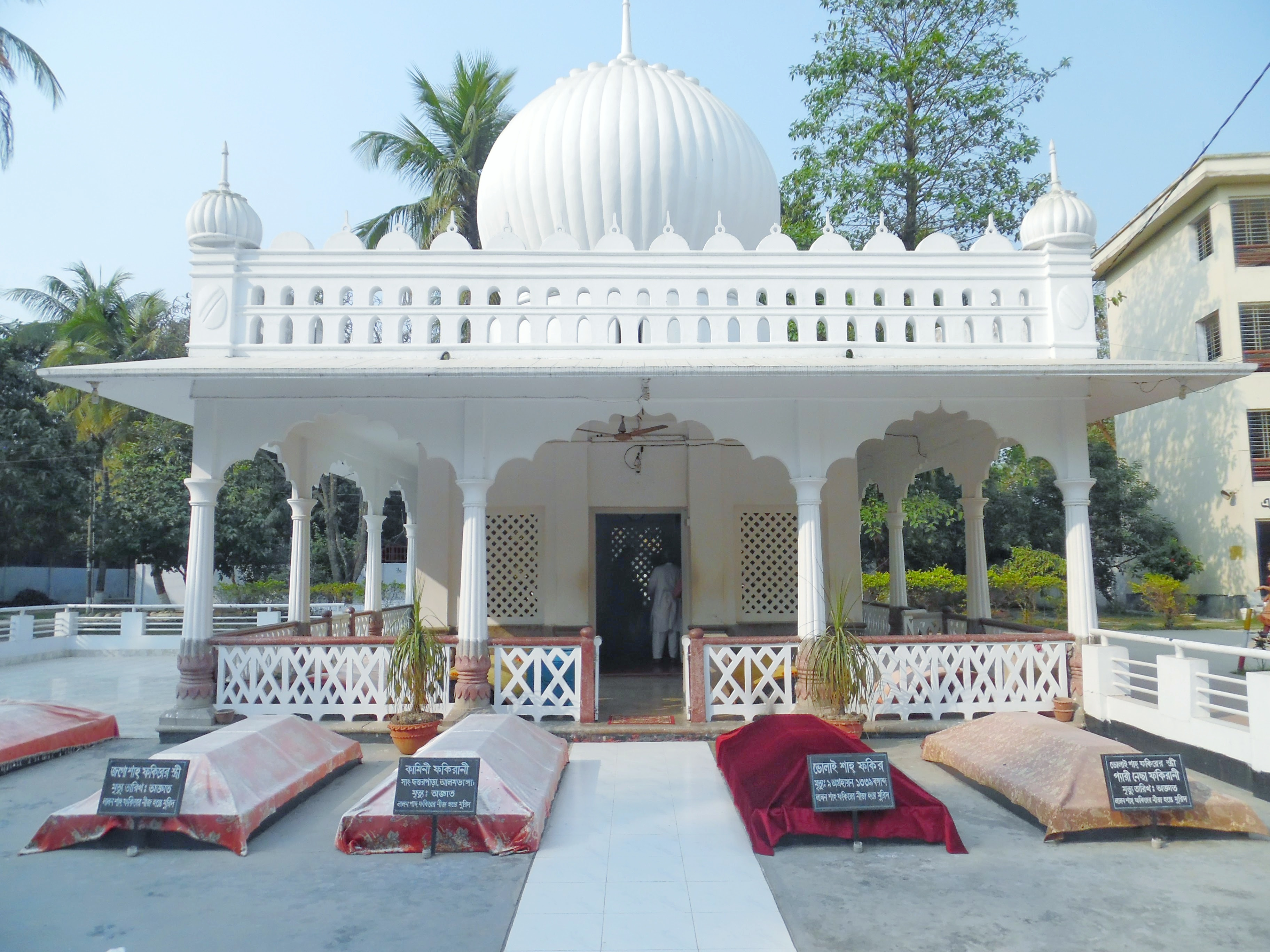
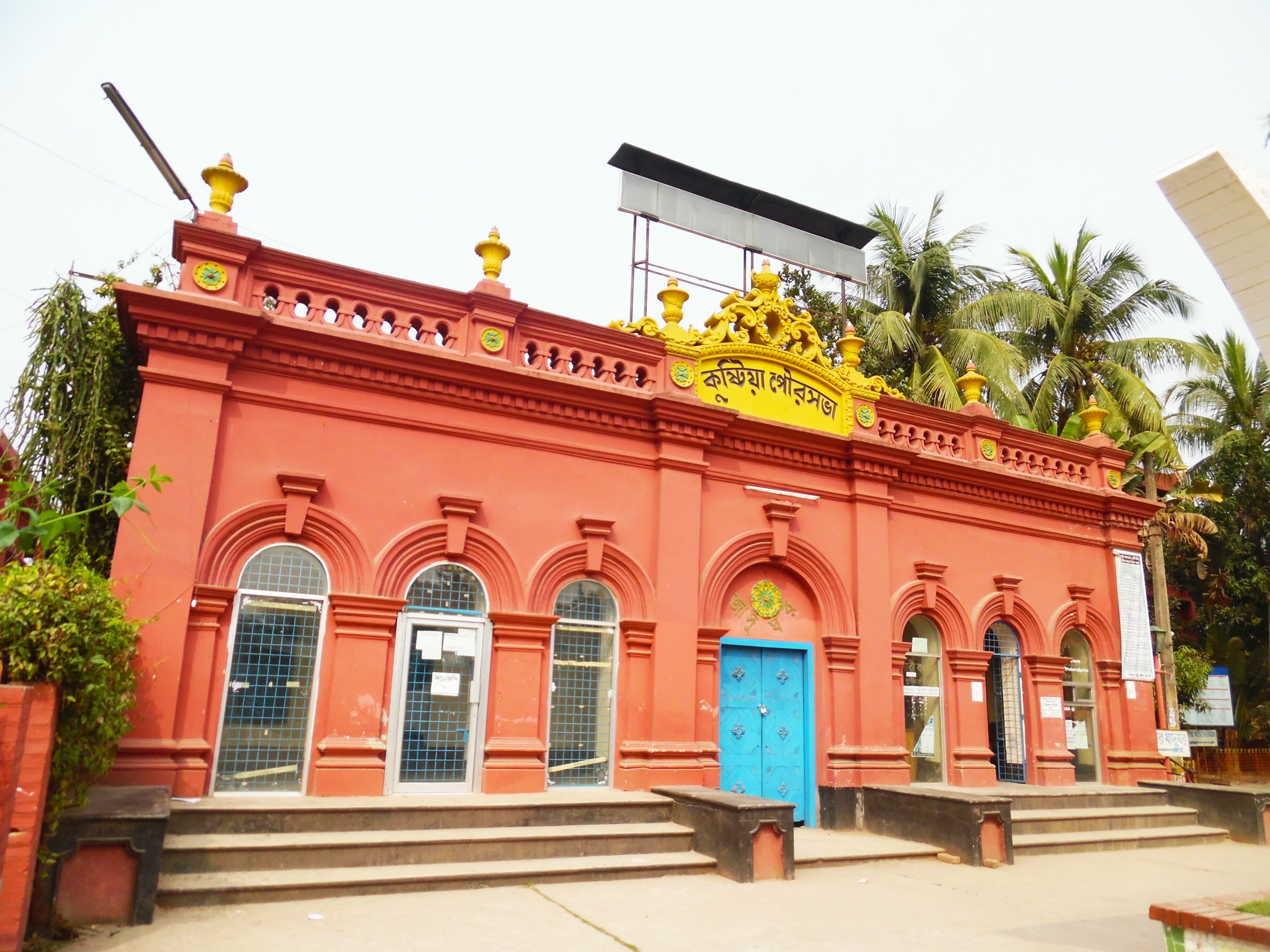
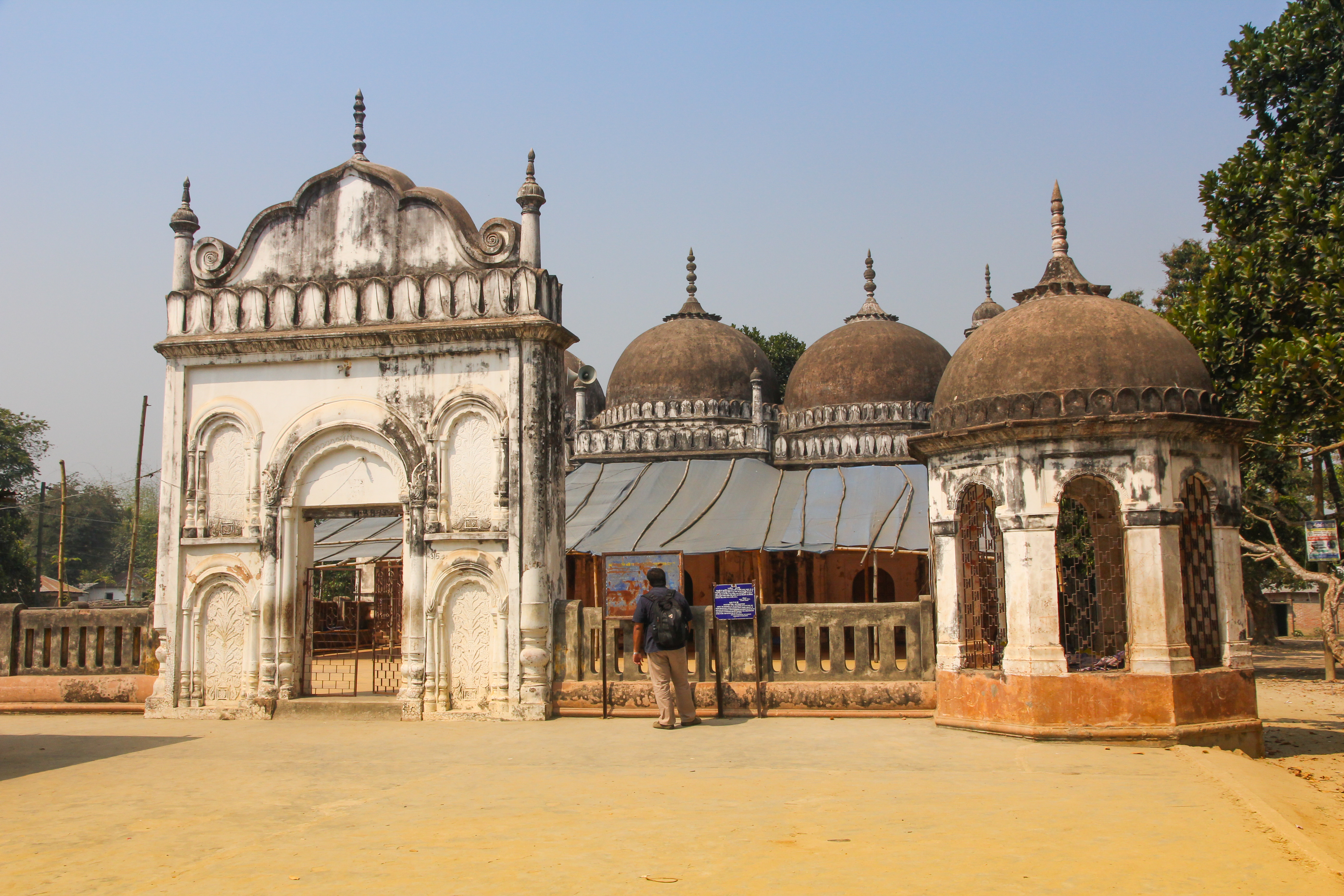
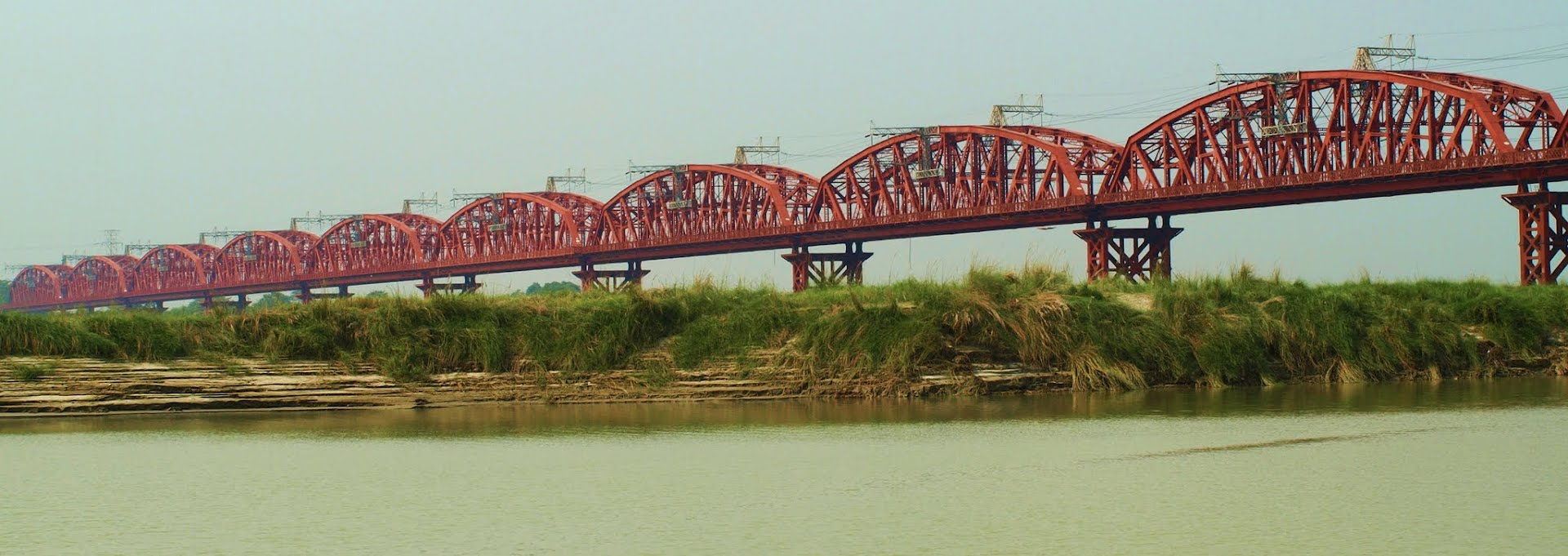